# Aerenea flavolineata
Aerenea flavolineata là một loài bọ cánh cứng trong họ Cerambycidae.